# Ategan Bop
James Ategan Bop – nauruański polityk.
Członek Lokalnej Rady Samorządowej Nauru i Rady Legislacyjnej Nauru. Po uzyskaniu przez Nauru niepodległości (1968) wchodził w skład parlamentu, reprezentował okręg wyborczy Meneng. Pełnił funkcję wiceprzewodniczącego izby, kierował również ministerstwem finansów. Związany z Nauruańską Korporacją Fosforytową, był przewodniczącym jej rady dyrektorów.